# Єткульський район
Єткульський район (рос. Еткульский район) — адміністративно-територіальна одиниця і муніципальне утворення в Челябінській області Росії.
Адміністративний центр — село Єткуль.

## Географія
Площа - 2 525 км², сільськогосподарські угіддя - 104,6 тис. га.

## Історія
Утворено 1 березня 1924 р, з 1959 по 1965 район приєднувався до Єманжелинського та Увельського районів, а з 12 січня 1965 року знову став Єткульським.
Єткульський район було утворено у 1924 році. Єткульська фортеця з'явилася на башкирських землях в 1737 році як військовий транзитний пункт і одночасно сторожовий оборонний форпост. На гербі Єткульського району зображені кам'яна стіна, що уособлює фортецю, - символ надійності та самостійності, і вежа - знак захисту, оборони, потужності, із закритими воротами і флюгером.
Єткульський район розташований в двох фізико-географічних зонах: Уральської гірської та Західно-Сибірської низинній, в зоні лісостепу, на південь від Челябінська. Мармуровий кар'єр та красиві озера - головні визначні пам'ятки Єткульського району.
У 42 населених пунктах проживає 30,3 тисячі чоловік. На території району проживають росіяни (85% від загального населення), а також башкири, українці, татари, німці, білоруси, мордва, казахи та представники інших народностей.

## Економіка
Промисловість представлена видобутком і переробкою будівельних матеріалів (ЗАТ «Коелгамрамор» та інші підприємства), видобутком золота («Єткульзолото»). На Уральському машинобудівному заводі виробляються і ремонтуються бульдозери і грейдери, освоюється збірка трактора класу 10 тонн з комплектуючих, одержуваних з інших заводів. Єткульська «Сільгосптехніка» займається ремонтом сільськогосподарського обладнання, є невеликі підприємства автосервісу. Два заводи в системі Єманжелинськ ДРСУ виробляють чорнощебеночний асфальт та асфальтобетон.
Сільськогосподарські підприємства виробляють молоко, м'ясо, зерно, яйця, картоплю та овочі. Значна частина полів зайнята кормовими культурами. Крім того, ЗАТ СПП «Коелгінське» вирощує племінну худобу, насіння зернових та ріпаку. Єткульський племптахзавод та Єманжелинськ племрепродуктор Челябінської птахофабрики спеціалізуються на виробництві племінного і товарного яйця, а Бектишська птахофабрика виробляє м'ясо і м'ясопродукти. Єткульський сирзавод виробляє сир і сметану. Істотна в районі також роль селянсько-фермерських господарств.

## Ресурси Інтернету
- Офіційний сайт Єткульського муніципального району [Архівовано 23 листопада 2015 у Wayback Machine.]